# برونو مبانانغويي زيتا
برونو مبانانغويي زيتا (بالفرنسية: Bruno Mbanangoyé Zita)‏ (مواليد 15 يوليو 1980 في بورت غنتيل) لاعب كرة قدم غابوني دولي يجيد اللعب في خط الوسط . يلعب لصالح نادي سيفاسبور التركي .

## روابط خارجية
- برونو مبانانغويي زيتا على موقع اتحاد تركيا (لاعب) (الإنجليزية)
- برونو مبانانغويي زيتا على موقع قاعدة بيانات كرة القدم.إي يو (الإنجليزية)
- برونو مبانانغويي زيتا على موقع ناشيونال فوتبول تيمز (الإنجليزية)
- برونو مبانانغويي زيتا على موقع Soccerway.com (الإنجليزية)
- برونو مبانانغويي زيتا على موقع كووورة